# Roberto Donadoni
Roberto Donadoni (Bergamo, 9 september 1963) is een Italiaans voormalig profvoetballer en huidig voetbaltrainer. Zijn grootste successen als clubspeler behaalde Donadoni met AC Milan, waar hij onder anderen samenspeelde met Carlo Ancelotti, Franco Baresi, Marco van Basten, Ruud Gullit, Paolo Maldini en Frank Rijkaard.

## Interlandcarrière
Onder leiding van bondscoach Azeglio Vicini maakte Donadoni zijn debuut voor de nationale ploeg op 8 oktober 1986 in de vriendschappelijke wedstrijd tegen Griekenland (2-0), net als Dario Bonetti (AC Milan) en Walter Zenga (Inter Milaan). Tussen 1986 en 1996 speelde hij in totaal 63 interlands voor Italië en scoorde hij vijf keer voor zijn vaderland.

## Bondscoach Italië
Donadoni werd na het gewonnen WK van 2006 aangesteld als nieuwe bondscoach van Italië. Hij volgde daarmee Marcello Lippi op. Een week na de uitschakeling in de kwartfinales van het EK van 2008, waarin Italië sneuvelde in de kwartfinale tegen de latere kampioen Spanje, 0-0 (4-2 na strafschoppen) werd hij bedankt voor de bewezen diensten. Hij werd opgevolgd door zijn voorganger Lippi, die in 2006 met Italië wereldkampioen was geworden in Duitsland. In het contract van Donadoni was opgenomen dat hij ten minste de halve finales moest halen. Donadoni had net bijgetekend toen hij te horen kreeg dat Lippi zijn opvolger zou worden.
| Interlands Italië onder leiding van Roberto Donadoni | Interlands Italië onder leiding van Roberto Donadoni | Interlands Italië onder leiding van Roberto Donadoni | Interlands Italië onder leiding van Roberto Donadoni | Interlands Italië onder leiding van Roberto Donadoni |
| №                                                    | Datum                                                | Wedstrijd                                            | Uitslag                                              | Competitie                                           |
| ---------------------------------------------------- | ---------------------------------------------------- | ---------------------------------------------------- | ---------------------------------------------------- | ---------------------------------------------------- |
| 1                                                    | 16 augustus 2006                                     | Italië – Kroatië                                     | 0 – 2                                                | Oefeninterland                                       |
| 2                                                    | 2 september 2006                                     | Italië – Litouwen                                    | 1 – 1                                                | EK-kwalificatie                                      |
| 3                                                    | 6 september 2006                                     | Frankrijk – Italië                                   | 3 – 1                                                | EK-kwalificatie                                      |
| 4                                                    | 7 oktober 2006                                       | Italië – Oekraïne                                    | 2 – 0                                                | EK-kwalificatie                                      |
| 5                                                    | 11 oktober 2006                                      | Georgië – Italië                                     | 1 – 3                                                | EK-kwalificatie                                      |
| 6                                                    | 15 november 2006                                     | Italië – Turkije                                     | 1 – 1                                                | Oefeninterland                                       |
| 7                                                    | 28 maart 2007                                        | Italië – Schotland                                   | 2 – 0                                                | EK-kwalificatie                                      |
| 8                                                    | 2 juni 2007                                          | Faeröer – Italië                                     | 1 – 2                                                | EK-kwalificatie                                      |
| 9                                                    | 6 juni 2007                                          | Litouwen – Italië                                    | 0 – 2                                                | EK-kwalificatie                                      |
| 10                                                   | 22 augustus 2007                                     | Hongarije – Italië                                   | 3 – 1                                                | Oefeninterland                                       |
| 11                                                   | 8 september 2007                                     | Italië – Frankrijk                                   | 0 – 0                                                | EK-kwalificatie                                      |
| 12                                                   | 12 september 2007                                    | Oekraïne – Italië                                    | 1 – 2                                                | EK-kwalificatie                                      |
| 13                                                   | 13 oktober 2007                                      | Italië – Georgië                                     | 2 – 0                                                | EK-kwalificatie                                      |
| 14                                                   | 17 oktober 2007                                      | Italië – Zuid-Afrika                                 | 2 – 0                                                | Oefeninterland                                       |
| 15                                                   | 17 november 2007                                     | Schotland – Italië                                   | 1 – 2                                                | EK-kwalificatie                                      |
| 16                                                   | 21 november 2007                                     | Italië – Faeröer                                     | 3 – 1                                                | EK-kwalificatie                                      |
| 17                                                   | 6 februari 2008                                      | Italië – Portugal                                    | 3 – 1                                                | Oefeninterland                                       |
| 18                                                   | 26 maart 2008                                        | Spanje – Italië                                      | 1 – 0                                                | Oefeninterland                                       |
| 19                                                   | 30 mei 2008                                          | Italië – België                                      | 3 – 1                                                | Oefeninterland                                       |
| 20                                                   | 9 juni 2008                                          | Italië – Nederland                                   | 0 – 3                                                | EK-eindronde                                         |
| 21                                                   | 13 juni 2008                                         | Italië – Roemenië                                    | 1 – 1                                                | EK-eindronde                                         |
| 22                                                   | 17 juni 2008                                         | Frankrijk – Italië                                   | 0 – 2                                                | EK-eindronde                                         |
| 23                                                   | 22 juni 2008                                         | Italië – Spanje                                      | 0 – 0                                                | EK-eindronde                                         |

## Erelijst
Atalanta Bergamo
- Serie B (1): 1983/84
- Serie C1 (1): 1981/82

 AC Milan
- Serie A (6): 1987/88, 1991/92, 1992/93, 1993/94, 1995/96, 1998/99
- Supercoppa Italiana (4): 1988, 1992, 1993, 1994
- Europacup I/UEFA Champions League (3): 1988/89, 1989/90, 1993/94
- UEFA Super Cup (3): 1989, 1990, 1994
- Wereldbeker voor clubteams (2): 1989, 1990

 Al-Ittihad
- Saudi Premier League (1): 1999/00

Individueel
- Major League Soccer All-Star Game: 1996, 1997
- MLS Best XI: 1996
- Premio Nazionale Carriera Esemplare Gaetano Scirea: 1998
- Premio internazionale Giacinto Facchetti: 2015
- AC Milan Hall of Fame

Onderscheidingen
- Ridder vijfde klasse: Cavaliere Ordine al Merito della Repubblica Italiana: 1991